# 몽소로성
몽소로성(프랑스어: Château de Montsoreau)은 프랑스 루아르 계곡 안, 멘에루아르주, 몽소로 시장도시에 위치하며, 1455년 프랑스의 샤를 7세의 상급 추밀고문관인 장 드 샹베에 건립되었다. 이곳은 루아르강둑위에 세워진 전략적인 요새로 쉬농과 소뮈르 사이의 강의 교통을 통제하였다.

## 갱도

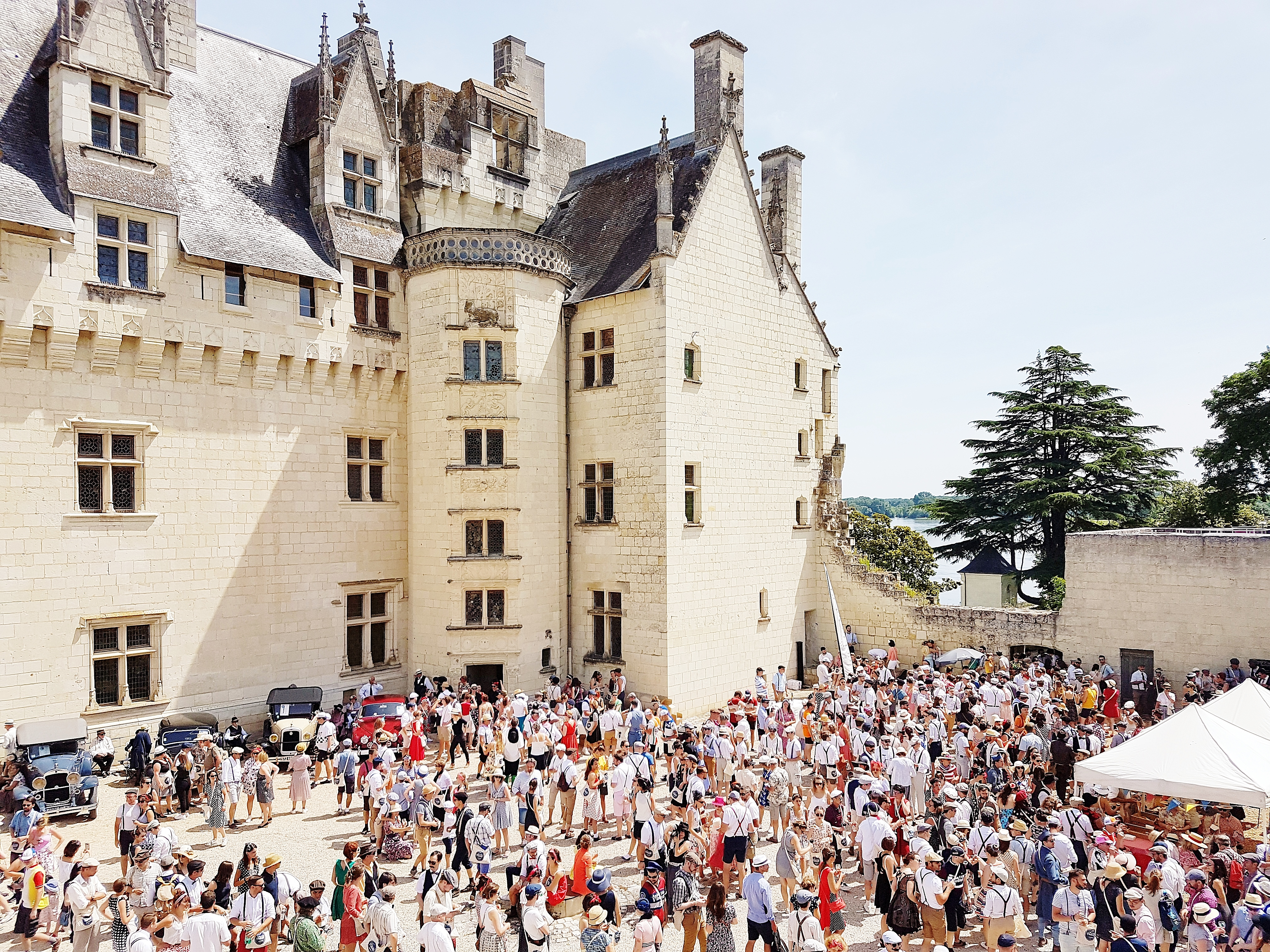
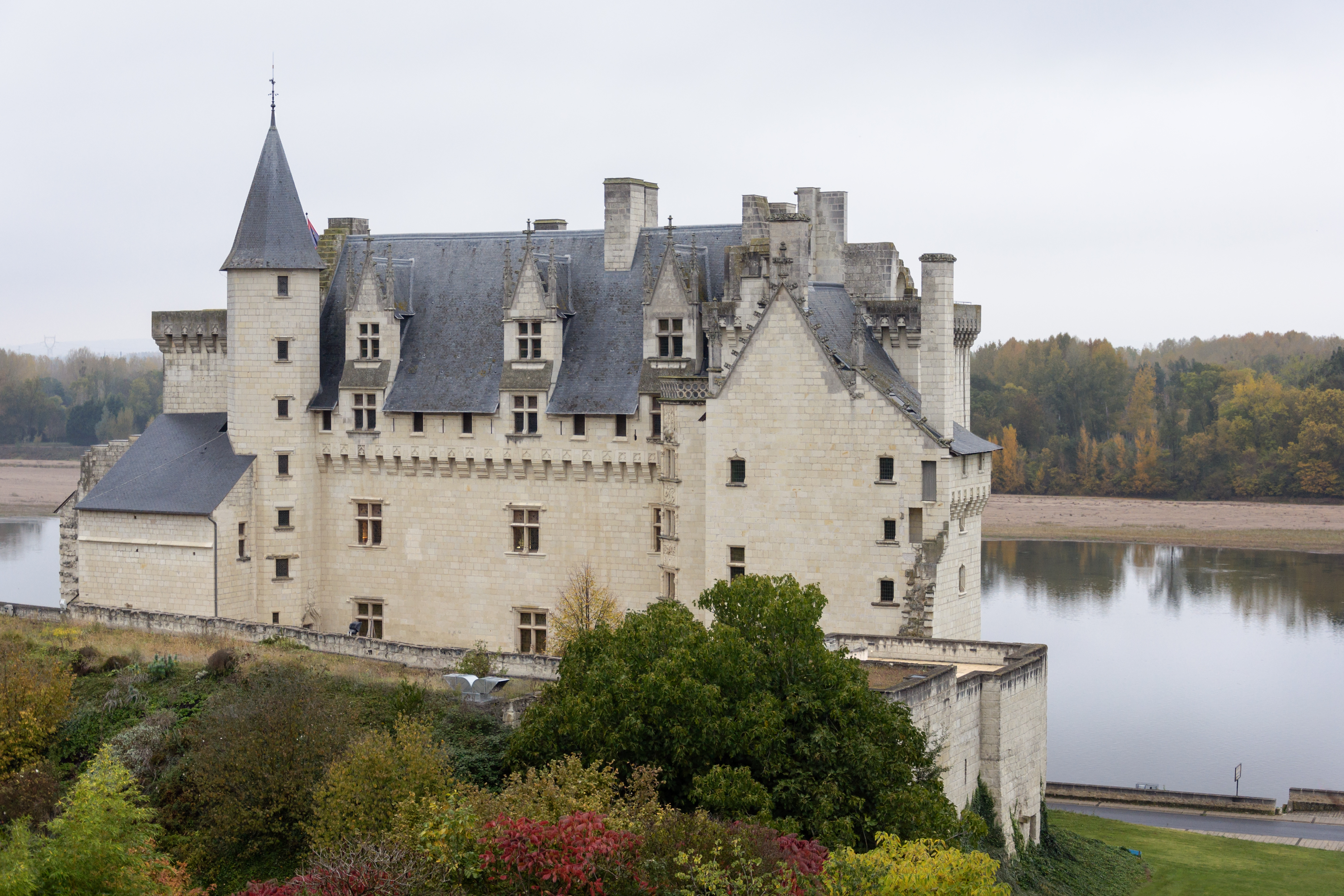
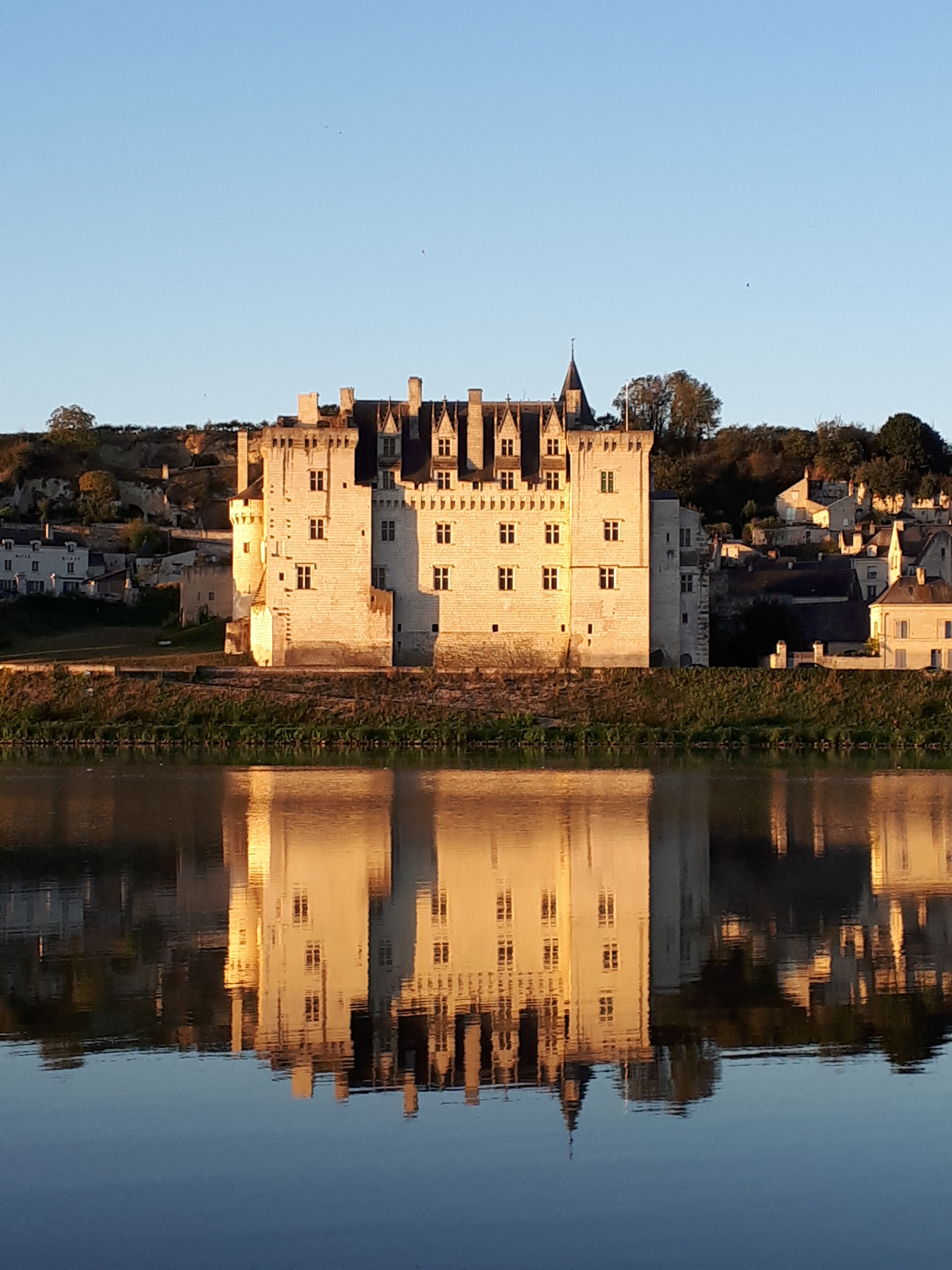
몽소로 성 현대미술관
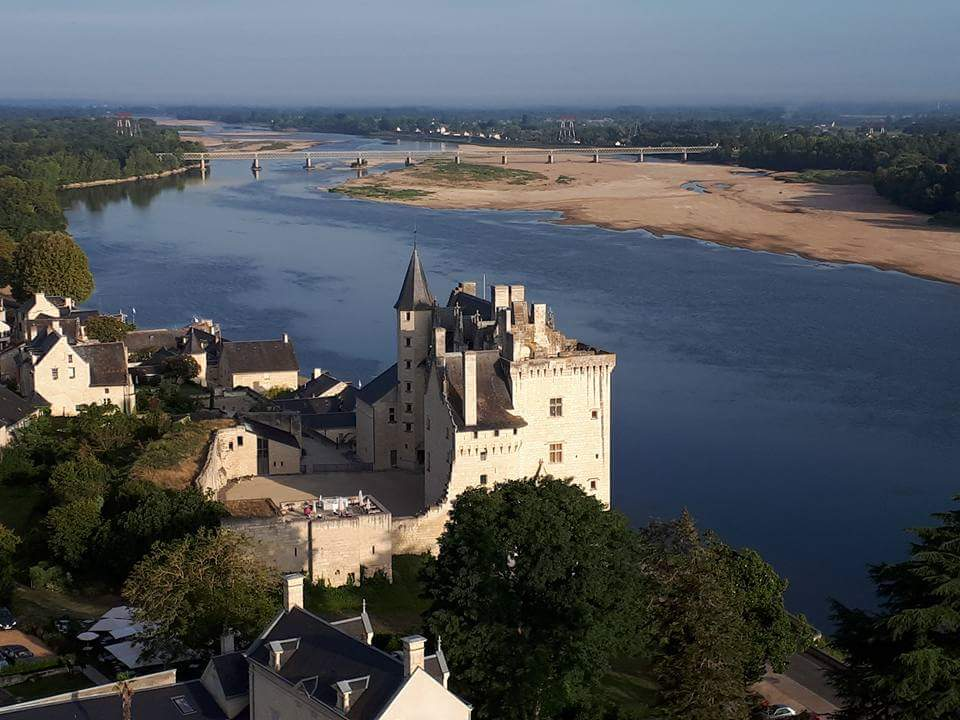
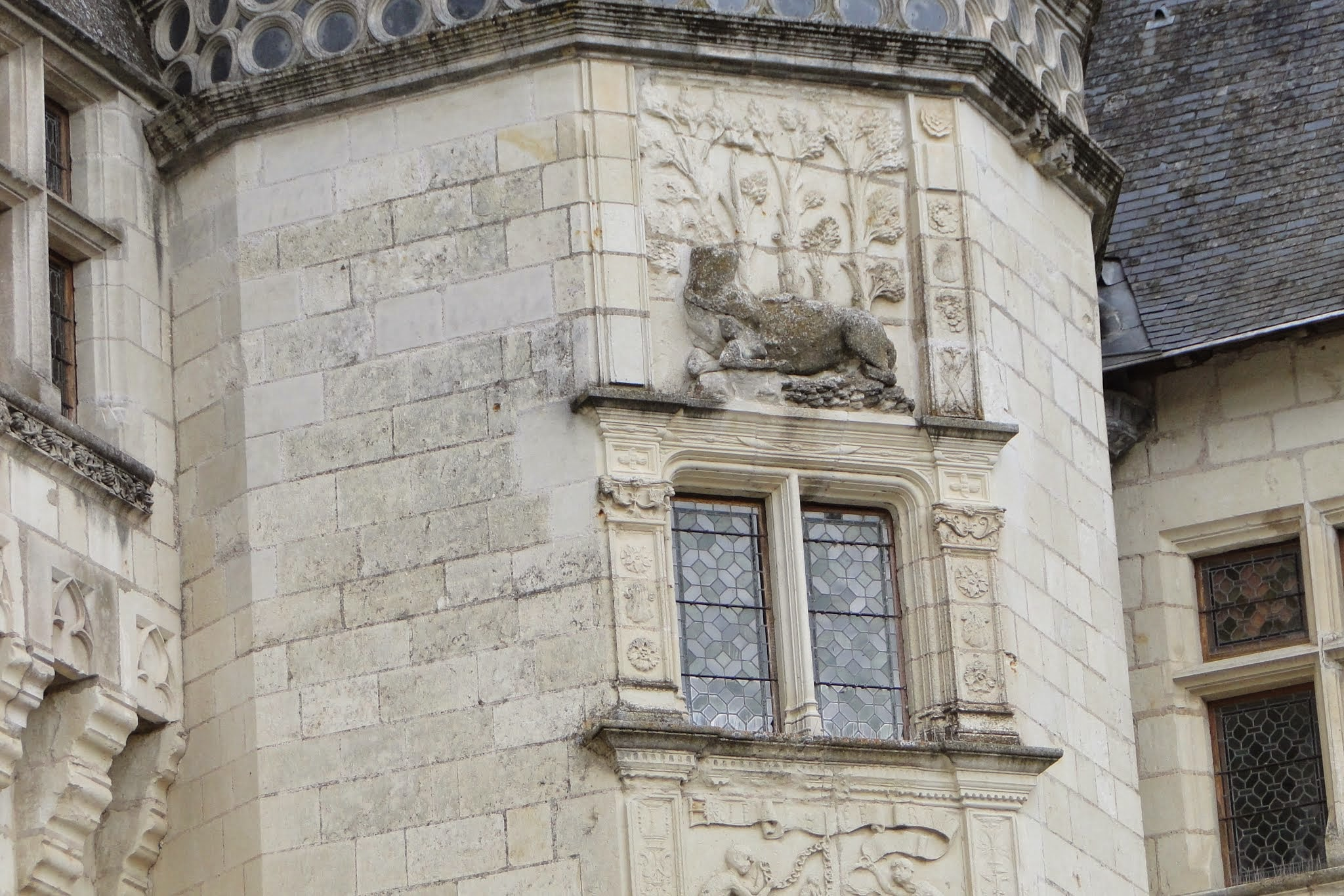
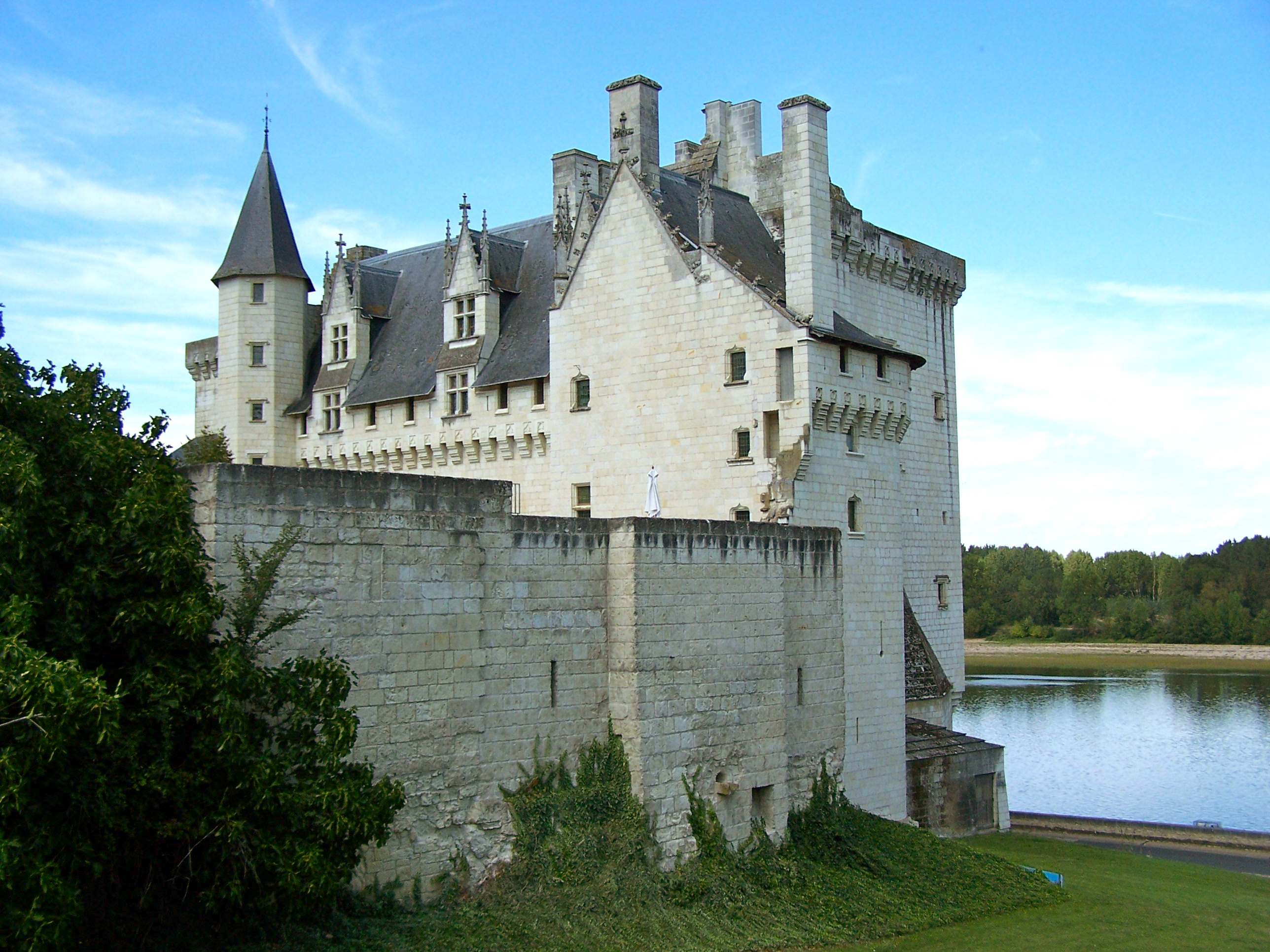
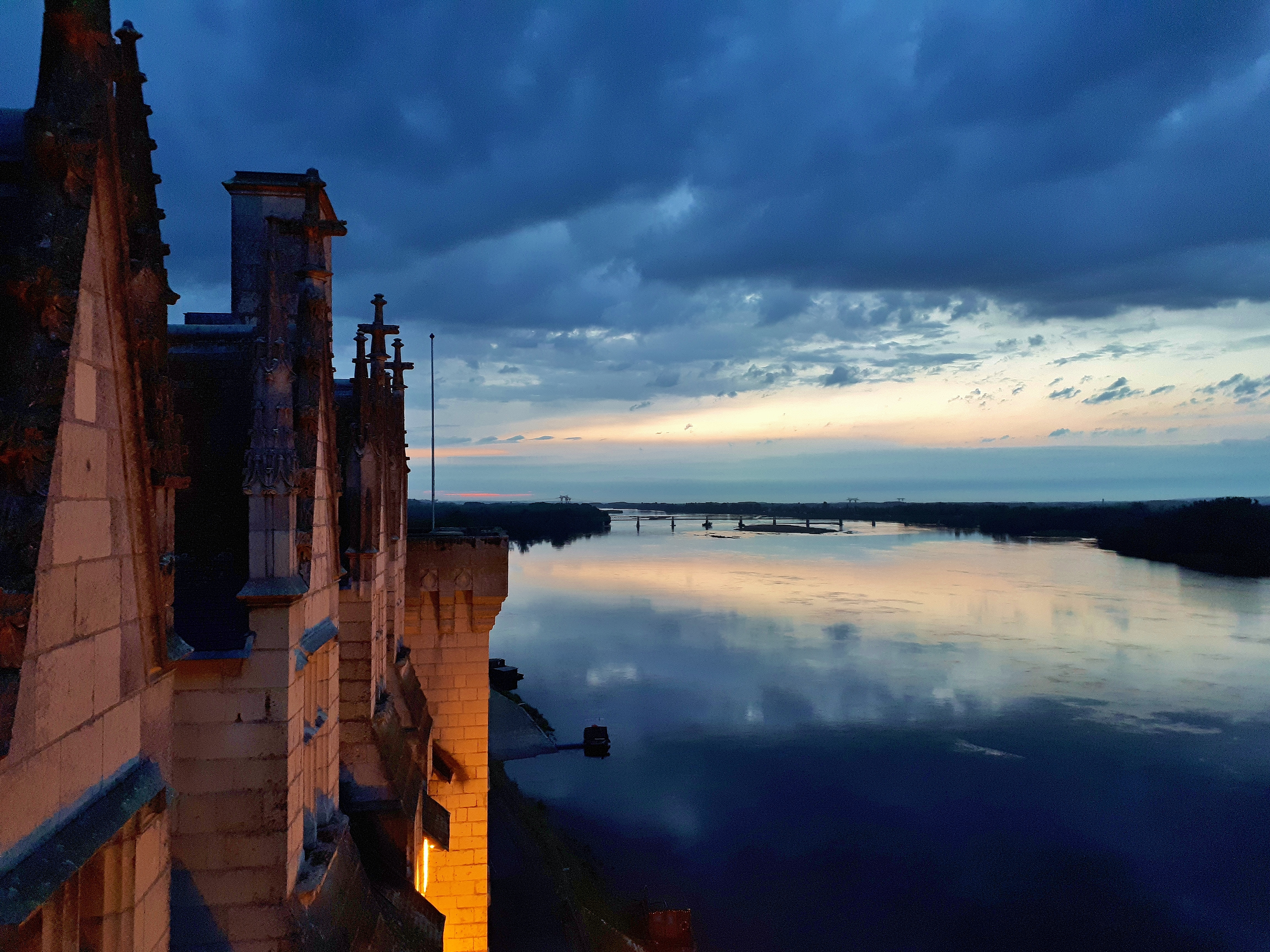
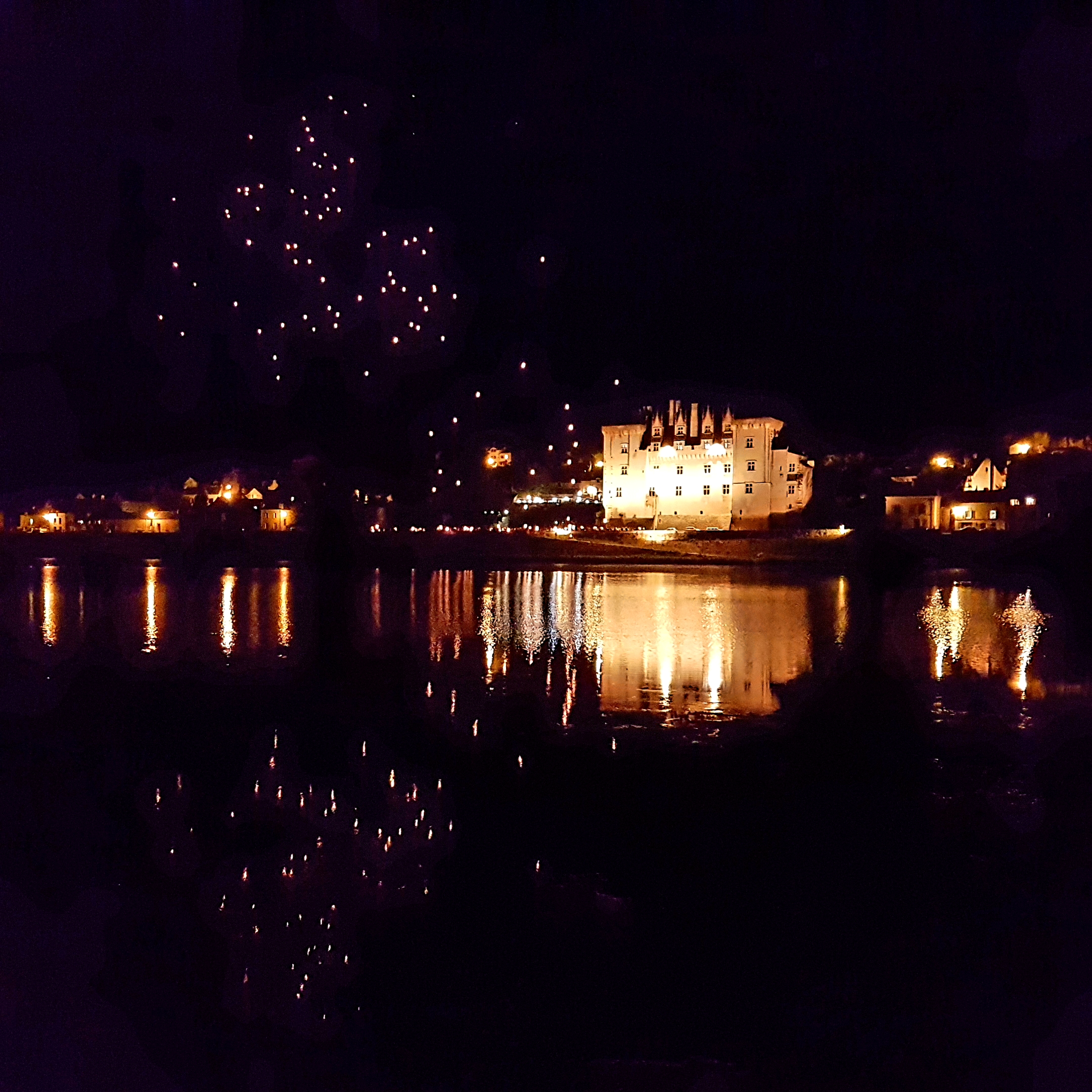

## 같이 보기
- 프랑스의 성 목록